# Силы обороны Эстонии
Силы обороны Эстонии (эст. Eesti kaitsejõud) — совокупность структур и организаций, отвечающих за оборону и безопасность Эстонской Республики.

## Структура
В соответствии с Законом Эстонской Республики о защите государства Силы обороны включают в себя:
- Вооружённые силы Эстонии (эст. Eesti Kaitsevägi)
- Союз обороны Эстонии (эст. Eesti Kaitseliit)
- Согласно законодательству Эстонской Республики в военное время в состав Сил обороны входят также военизированные подразделения Департамента полиции и пограничной охраны, находящиеся в мирное время в подчинении Министерства внутренних дел Эстонии.

## Деятельность
Деятельность Сил обороны Эстонии координирует и планирует Главный штаб Армии обороны (эст. Kaitseväe Peastaap). 16 сентября 2018 года в истории Эстонии начались самые крупные военно-морские учения Mere-siil 2018 (Морской ёж 2018). Учения продолжались до 27 сентября.

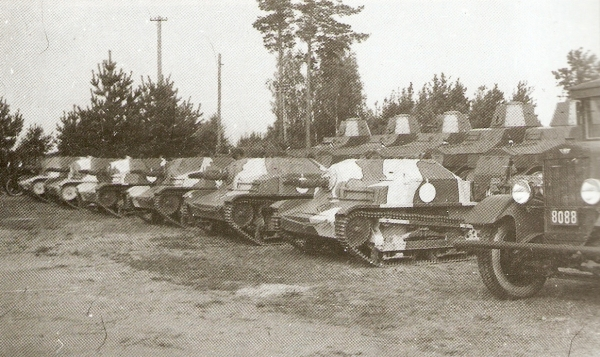
Шесть эстонских танкеток TKS, 1930-е годы
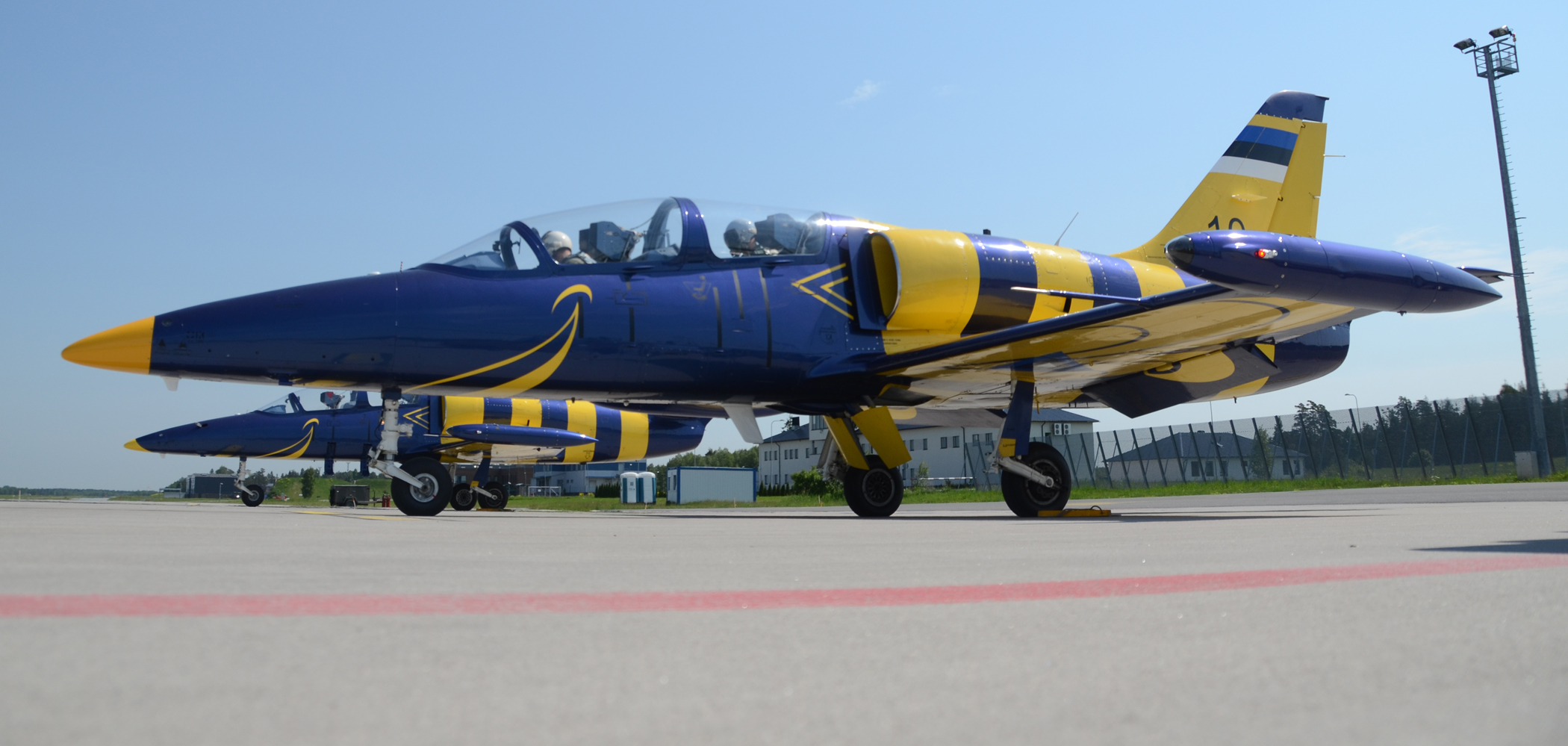
Эстонский L-39, военно-воздушная база Эмари, 2013 год
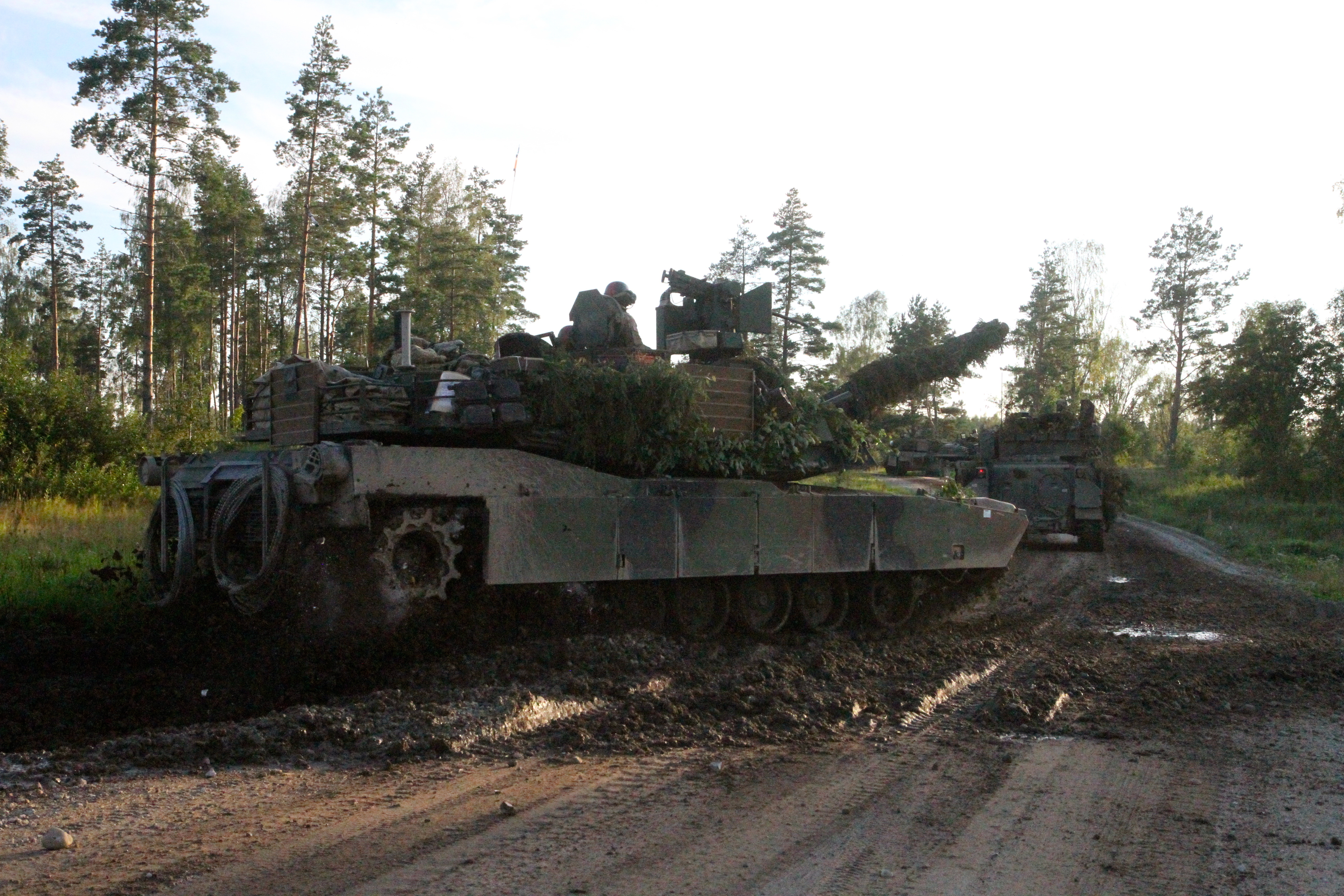
Военные учения с боевой стрельбой в Тапа, 2016 год
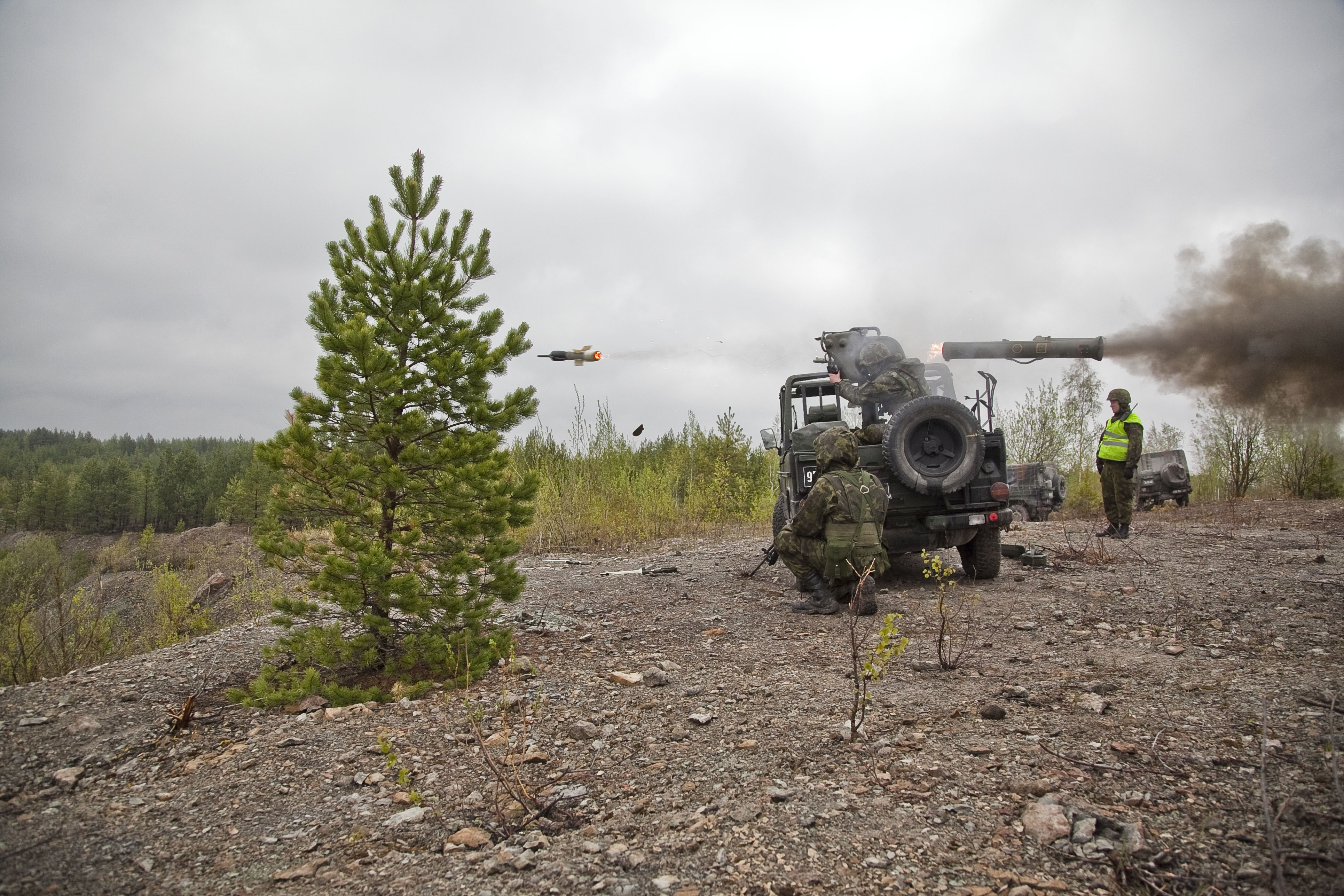
Учения резервистов в стрельбе из «Милана»
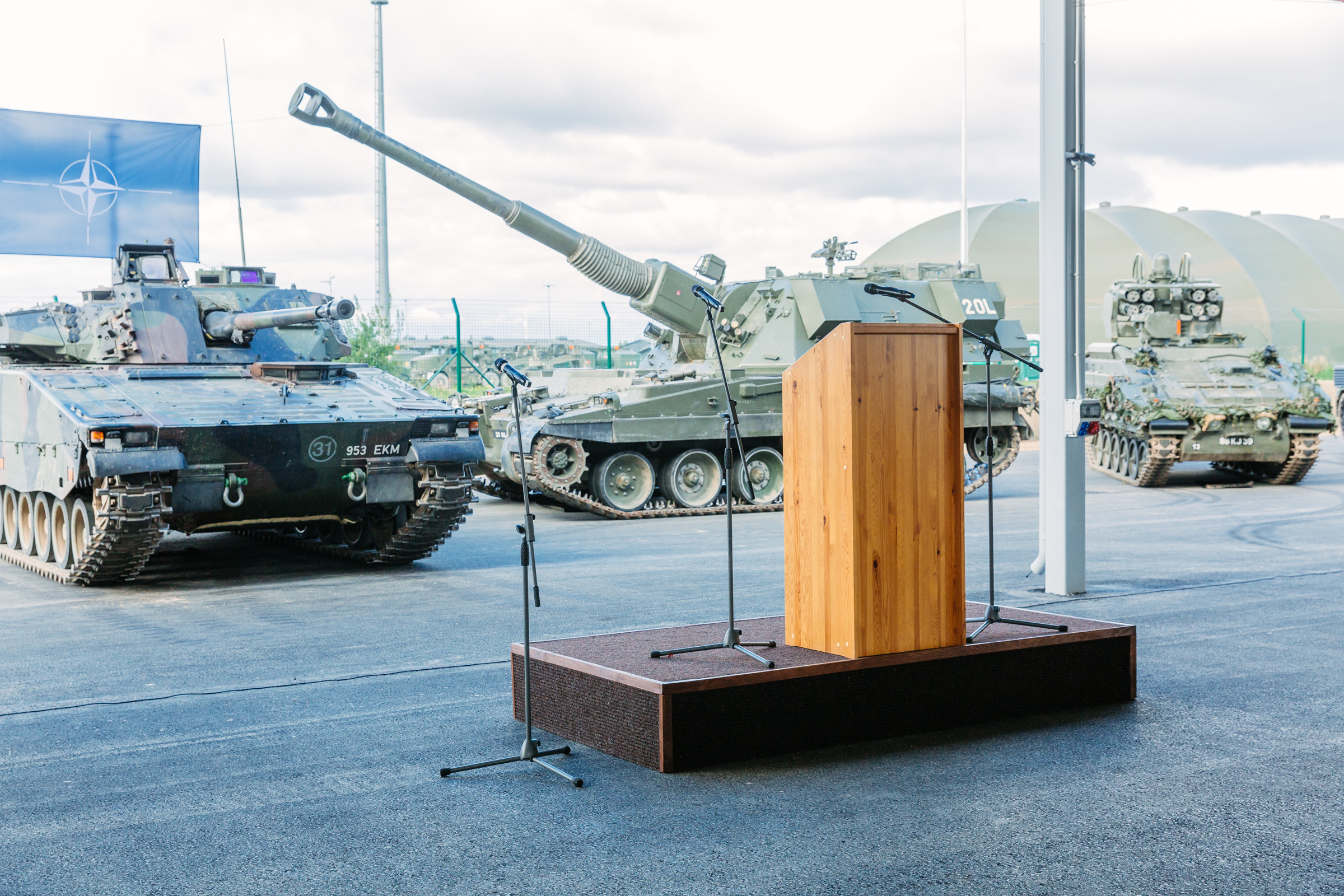
Собрание подразделений НАТО и ключевых фигур Сил обороны Эстонии в Тапа, 2017 год